# JAPAN RUGBY LEAGUE ONE 2024-25 DIVISION 2
ジャパンラグビーリーグワン2024-25 DIVISION 2（ディビジョン2）は、日本のラグビーユニオンによる社会人リーグ戦「ジャパンラグビーリーグワン」2部リーグの4年度目として、2024年12月21日から2025年5月まで開催。

## 概要

### 編成・運営
- 前季2023-24シーズンの6チームから、8チームに増加した。下位リーグDIVISION3では、3つの新規参入チームを含む6チームで行われる[2][3]。
- 前2023-24シーズンでも導入した20分レッドカードとDIVISION3以外でのオフ・フィールド・レビュー（TMOバンカー）のほかに、60秒ショットクロック、30秒以内ラインアウト形成、スクラムハーフへの保護、相手が争わないラインアウトではノットストレートを許容するなどの国際的試験的ルールを、2025年1月1日からの世界的公式実施に先立って、2024-25シーズンからすべて導入した[4]。
- 脳しんとう評価をセンサー付きマウスガード（スマートマウスガード）により感知するシステムも、2024年1月からのエリート大会世界適用に伴い、DIVISION1とDIVISION2で導入する[5]。
- ハーフタイムは前シーズンまでの12分から、15分に変更[6]。
- リーグ戦後の順位入替戦は行わない。入替戦は2チームずつ。上位2チームはDIVISION1との入替戦、下位2チームはDIVISION3との入替戦を行う[6]。

### 用語の変更
- 2025年1月6日、日本ラグビーフットボール協会は「新たにラグビー競技を観戦する人たちにわかりやすく伝えるため」として、用語の変更を発表した。主なものは、ノックオン→ノックフォワード、ジャッカル→スティール、 ゴールライン→トライライン、インゴールエリア→トライゾーン/トライエリアなど[7]。第3節となる1月11日(土)の試合から、順次反映させていく[8]。

### 選手区分の条件変更
- 2024年8月1日からワールドラグビーは、国代表となる条件を緩和。これまでの条件のうち、「プレーする時点の直前の60ヶ月間継続して当該国を居住地としていた」という項目が撤廃された[9][10]。外国籍の選手は、日本国内チームに60か月在籍していれば、日本代表となる条件を満たす[9]。
- 2024年10月22日に、ジャパンラグビーリーグワンは、国外滞在日数の制限（年間62日以内）を撤廃し、それまでシーズンオフに2か月以上の母国帰国をしていたことなどを理由にカテゴリBとなっていた選手は、多くがカテゴリAに変更となる[11][12]。

### レンタル移籍を解禁
- 今シーズンから期限付き移籍（レンタル移籍）を認め、1シーズンで最大3名まで（4月1日以降は1名のみ）が移籍できる。移籍選手が移籍先でプレーオフや入替戦に出場するには、少なくとも1試合はレギュラーシーズンでプレーしていることが条件となる[13][14]。
- 2025年2月14日、DIVISIN1の2選手 吉岡義喜（静岡BR）と岡新之助タフォキタウ（東京SG）が、NECグリーンロケッツ東葛へ今季限りの移籍をした[15]。

### マスコット総選挙を主催
前シーズンまで「ラグビーマガジン」が主催していた「ジャパンラグビーリーグワン マスコット総選挙」を、このシーズンからジャパンラグビーリーグワンが主催することになった。

### その他
- 桑井亜乃レフリーが、トップリーグ時代も含め、社会人ラグビー公式戦で女性として初めてレフリーを担当[17]。
- 観客者数増加などを目的に、ファン向けプロモーション企画「2024‐25 DIVISION 2 日本横断プロジェクト ～ビジターラグ旅津々浦々～」を実施し、スタンプラリーによるプレゼントなどを行う[18][19]。
- 海外の国代表経験選手は、DIVISION2では リース・パッチェル（ウェールズ代表、GR東葛・1シーズン目）、ヘンリー・タエフ（サモア代表、RH大阪・1シーズン目）などがいる。

### 2025年9月-10月に若手育成大会を開催
リーグワン所属チームが、各拠点をもとに東・中・西に分かれて対戦する、選手育成を目的とする新大会を2025年9月から10月にかけて開催。20チームにより20試合を実施予定。6チームは不参加となる。

### 2026-27シーズンから登録区分を変更
2025年5月13日、2026-27シーズンから選手の登録区分に追加カテゴリを導入することを発表した。
カテゴリAを、カテゴリA-1およびA-2に区分する。A-1は「小中学校の義務教育9年間のうち、6年以上を日本で過ごした選手」で、A-2は「A-1以外で、他協会の代表歴がなく、日本協会における48カ月以上の継続登録がある選手」。A-2の要件を満たす選手のうち、日本代表キャップを30以上持つ選手は、優遇措置としてA-1に分類する。
2024-25シーズンでは、試合出場中15人のうち日本国籍取得選手を含めた海外出身者が10人を超えるチームも現れている。2026-27シーズンからは、日本生まれなどの条件を満たした選手で8人以上がプレーすることになる。リーグワンの東海林一専務理事は「小中学生などの若年層に、リーグワンでプレーしたいという意欲を高めてもらい、国内の競技人口増加を目指す」としている。
リーグワンの発表直後、2024-25シーズンでカテゴリAのレメキロマノラヴァ（三重H）は「日本のためにオリンピック出てワールドカップ2回出て日本国籍をとったけどカテゴリA-2になった!」と、X（旧Twitter）で不満を表明した。
2025年5月15日、スポーツライターの大友信彦は中日スポーツで、「苦労して日本国籍を取得した選手に対する差別であり、国籍差別が大きかったトップリーグ時代よりも差別的である」としている。
同じく5月15日、スポーツジャーナリストの二宮清純は、「日本出身選手の出場機会が増えるのはいいことだ。日本のリーグだから、日本国籍を持つ選手が優遇されるのは理解できる。それならば、海外出身でも日本国籍を取得した選手も、同様に扱う（A-1とする）のが筋だ」と述べた。
5月29日、ラグビーライターの吉田宏は、日本代表30キャップ未満となる多くの海外出身選手へのリスペクトがないことを指摘。さらに、日本国籍を取得したカテゴリA-2の選手に対し、日本国憲法で保障された職業選択の自由を侵害しているのではないか、と問題視している。
詳細は「ジャパンラグビーリーグワン#選手の登録区分」を参照。

## チーム
| チーム名                       | 略称   | 2024-25シーズンで ホームスタジアムとして使われる会場 | 前年順位       |
| ------------------------------ | ------ | --- | -------------- |
| 花園近鉄ライナーズ             | 花園L  | 東大阪市花園ラグビー場（大阪府東大阪市） | DIVISION1 12位 |
| 豊田自動織機シャトルズ愛知     | S愛知  | ウェーブスタジアム刈谷（愛知県刈谷市） | DIVISION2 2位  |
| NECグリーンロケッツ東葛        | GR東葛 | 柏の葉公園総合競技場（千葉県柏市） | DIVISION2 3位  |
| レッドハリケーンズ大阪         | RH大阪 | ヨドコウ桜スタジアム（大阪府大阪市東住吉区） ヤンマースタジアム長居（大阪府大阪市東住吉区） | DIVISION2 4位  |
| 九州電力キューデンヴォルテクス | 九州KV | ベスト電器スタジアム（福岡県福岡市博多区） ミクニワールドスタジアム北九州（福岡県北九州市小倉北区） ベネックス総合運動公園（長崎県長崎市） 東平尾公園博多の森陸上競技場（福岡県福岡市博多区） えがお健康スタジアム（熊本県熊本市東区） KUROKIRI STADIUM（宮崎県都城市） | DIVISION2 5位  |
| 日本製鉄釜石シーウェイブス     | 釜石SW | 釜石鵜住居復興スタジアム（岩手県釜石市） ハワイアンズスタジアムいわき（福島県いわき市） いわぎんスタジアム（岩手県盛岡市） ウエスタンデジタルスタジアムきたかみ（岩手県北上市）                                                                                         | DIVISION2 6位  |
| 日野レッドドルフィンズ         | 日野RD | 太田市運動公園陸上競技場（群馬県太田市） スピアーズえどりくフィールド（東京都江戸川区） AGFフィールド（東京都調布市） 森エンジニアリング桐生スタジアム（群馬県桐生市）                                                                                                  | DIVISION3 1位  |
| 清水建設江東ブルーシャークス   | 江東BS | 江東区夢の島陸上競技場（東京都江東区） | DIVISION3 2位  |

## 順位

### リーグ戦の順位
14節（各チーム14試合）により、「勝ち点」を競う。
| \| \| JAPAN RUGBY LEAGUE ONE 2024-25 DIVISION 2 順位表（2025年5月31日時点）出典：[30] \| 編集 \|                                                                                        | | | | | | | | | | | | | | | | |
| リーグ戦 順位 | チーム | 試合数 | 勝ち点 | 勝 | 分 | 負 | 得点 | 失点 | 得失差 | T | G | PG | DG | 反則数 | 入替戦 | 最終結果 |
| 優勝 | 豊田自動織機シャトルズ愛知 | 14 | 52 | 11 | 0 | 3 | 482 | 266 | 216 | 71 | 56 | 5 | 0 | 173 | 第13節でDIVISION2優勝決定 DIVISION1 12位との入替戦                                                                                                  | 残留 |
| 2位 | 花園近鉄ライナーズ | 14 | 51 | 10 | 1 | 3 | 489 | 296 | 193 | 72 | 51 | 9 | 0 | 159 | 第14節で2位決定 DIVISION1 11位との入替戦 | 残留 |
| 3位 | NECグリーンロケッツ東葛 | 14 | 49 | 10 | 0 | 4 | 513 | 313 | 200 | 76 | 59 | 4 | 1 | 167 | ‐ | ‐ |
| 4位 | レッドハリケーンズ大阪 | 14 | 30 | 6 | 0 | 8 | 337 | 356 | -19 | 43 | 31 | 20 | 0 | 159 | ‐ | ‐ |
| 5位 | 日野レッドドルフィンズ | 14 | 26 | 5 | 1 | 8 | 348 | 507 | -159 | 50 | 34 | 10 | 0 | 184 | ‐ | ‐ |
| 6位 | 九州電力キューデンヴォルテクス | 14 | 21 | 5 | 1 | 8 | 327 | 436 | -109 | 40 | 29 | 22 | 1 | 157 | 第14節でD3入替戦を回避決定 | ‐ |
| 7位 | 清水建設江東ブルーシャークス | 14 | 24 | 5 | 1 | 8 | 345 | 487 | -142 | 44 | 34 | 19 | 0 | 157 | DIVISION3 2位との入替戦 | 残留 |
| 8位 | 日本製鉄釜石シーウェイブス | 14 | 11 | 2 | 0 | 12 | 326 | 506 | -180 | 44 | 35 | 12 | 0 | 148 | 第13節で最下位確定 DIVISION3 1位との入替戦 | 残留 |
| | | | | | | | | | | | | | | | | |
| - 勝ち点は、勝ち4点、引き分け2点、負け0点。 - ただし、7点差以内の負けは1点を付与、3トライ差以上での勝ちは追加で1点を付与。 - 同じ勝ち点である場合は下記の順番で順位を決定する。 1. 抽選 | - 勝ち点は、勝ち4点、引き分け2点、負け0点。 - ただし、7点差以内の負けは1点を付与、3トライ差以上での勝ちは追加で1点を付与。 - 同じ勝ち点である場合は下記の順番で順位を決定する。 1. 抽選 | - 勝ち点は、勝ち4点、引き分け2点、負け0点。 - ただし、7点差以内の負けは1点を付与、3トライ差以上での勝ちは追加で1点を付与。 - 同じ勝ち点である場合は下記の順番で順位を決定する。 1. 抽選 | - 勝ち点は、勝ち4点、引き分け2点、負け0点。 - ただし、7点差以内の負けは1点を付与、3トライ差以上での勝ちは追加で1点を付与。 - 同じ勝ち点である場合は下記の順番で順位を決定する。 1. 抽選 | - 勝ち点は、勝ち4点、引き分け2点、負け0点。 - ただし、7点差以内の負けは1点を付与、3トライ差以上での勝ちは追加で1点を付与。 - 同じ勝ち点である場合は下記の順番で順位を決定する。 1. 抽選 | - 勝ち点は、勝ち4点、引き分け2点、負け0点。 - ただし、7点差以内の負けは1点を付与、3トライ差以上での勝ちは追加で1点を付与。 - 同じ勝ち点である場合は下記の順番で順位を決定する。 1. 抽選 | - 勝ち点は、勝ち4点、引き分け2点、負け0点。 - ただし、7点差以内の負けは1点を付与、3トライ差以上での勝ちは追加で1点を付与。 - 同じ勝ち点である場合は下記の順番で順位を決定する。 1. 抽選 | - 勝ち点は、勝ち4点、引き分け2点、負け0点。 - ただし、7点差以内の負けは1点を付与、3トライ差以上での勝ちは追加で1点を付与。 - 同じ勝ち点である場合は下記の順番で順位を決定する。 1. 抽選 | - 勝ち点は、勝ち4点、引き分け2点、負け0点。 - ただし、7点差以内の負けは1点を付与、3トライ差以上での勝ちは追加で1点を付与。 - 同じ勝ち点である場合は下記の順番で順位を決定する。 1. 抽選 | - 勝ち点は、勝ち4点、引き分け2点、負け0点。 - ただし、7点差以内の負けは1点を付与、3トライ差以上での勝ちは追加で1点を付与。 - 同じ勝ち点である場合は下記の順番で順位を決定する。 1. 抽選 | - 勝ち点は、勝ち4点、引き分け2点、負け0点。 - ただし、7点差以内の負けは1点を付与、3トライ差以上での勝ちは追加で1点を付与。 - 同じ勝ち点である場合は下記の順番で順位を決定する。 1. 抽選 | - 勝ち点は、勝ち4点、引き分け2点、負け0点。 - ただし、7点差以内の負けは1点を付与、3トライ差以上での勝ちは追加で1点を付与。 - 同じ勝ち点である場合は下記の順番で順位を決定する。 1. 抽選 | - 勝ち点は、勝ち4点、引き分け2点、負け0点。 - ただし、7点差以内の負けは1点を付与、3トライ差以上での勝ちは追加で1点を付与。 - 同じ勝ち点である場合は下記の順番で順位を決定する。 1. 抽選 | - 勝ち点は、勝ち4点、引き分け2点、負け0点。 - ただし、7点差以内の負けは1点を付与、3トライ差以上での勝ちは追加で1点を付与。 - 同じ勝ち点である場合は下記の順番で順位を決定する。 1. 抽選 | - 勝ち点は、勝ち4点、引き分け2点、負け0点。 - ただし、7点差以内の負けは1点を付与、3トライ差以上での勝ちは追加で1点を付与。 - 同じ勝ち点である場合は下記の順番で順位を決定する。 1. 抽選 | - 1位はDIVISION1の12位と、 2位はDIVISION1の11位と、 それぞれ入替戦を行う。 - 7位はDIVISION3の2位と、 8位はDIVISION3の1位と、 それぞれ入替戦を行う。 | - 1位はDIVISION1の12位と、 2位はDIVISION1の11位と、 それぞれ入替戦を行う。 - 7位はDIVISION3の2位と、 8位はDIVISION3の1位と、 それぞれ入替戦を行う。 |
| | JAPAN RUGBY LEAGUE ONE 2024-25 DIVISION 2 順位表（2025年5月31日時点）出典： | 編集 | | | | | | | | | | | | | | |

## 受賞者
出典：
年間表彰式「NTTジャパンラグビー リーグワン2024-25 アワード」の各賞受賞者のうち、主にDIVISION2に関連するもの。別ページの「DIVISION1 受賞者」「DIVISION3 受賞者」も参照のこと。
2025年5月11日にリーグ戦全試合が終了し個人成績が確定したことに伴い、得点王、最多トライゲッターを発表。5月20日にベストキッカー、ベストラインブレイカー、ベストタックラーを発表。5月21日にフェアプレーチーム賞を発表。6月2日に「NTTジャパンラグビー リーグワン2024-25 アワード」を開催し表彰。

### チーム表彰
- DIVISION2 優勝：豊田自動織機シャトルズ愛知【初】[33]
- DIVISION2 フェアプレーチーム賞：花園近鉄ライナーズ [34]【初】- 反則数をポイント化し集計、DIVISION2で最少となる。

### 個人表彰
- DIVISION2 MVP：フレディー・バーンズ【初】（S愛知）
- DIVISION2 得点王：フレディー・バーンズ【2回目・2季連続】（S愛知）-  172得点（11T、51G、5PG）[35]
- DIVISION2 最多トライゲッター：フレディー・バーンズ【初】（S愛知）-  11トライ [35]
- DIVISION2 ベストキッカー：コンラッド・バンワイク【初】（江東BS）-  成功率85.0％（G: 24回中20回成功 83.3％、PG: 16回中14回成功 87.5％）[36]
- DIVISION2 ベストタックラー：ジョシュア・バシャム【初】（江東BS）- タックル数160回、成功数139回、成功率86.9％[36]
- DIVISION2 ベストラインブレイカー：キーガン・ファリア【初】（GR東葛）- 19回[36]
- DIVISION2 優秀ヘッドコーチ賞：徳野洋一【初】（S愛知）
- ベストホイッスル賞：古瀬健樹【3回目・3季連続】（全DIVISIONで1人のみが対象）

### プレイヤーズ・チョイス・プライズ
選手によって自ら受賞対象選手を選ぶ。
- DIVISION2 プレーヤー・オブ・ザ・シーズン：フレディー・バーンズ【初】（S愛知）- 対戦相手として、最も苦しめられた選手に贈られる賞。
- DIVISION2 ゴールデンショルダー：中鹿駿【初】（日野RD）- 数字には表れない、実際に受けたタックルから選ぶベストタックラーに贈られる賞。

### 100試合出場達成選手
- 堀江恭佑（日野RD）- 2025年5月10日（第14節・江東BS戦）[37][38]：トップリーグ70試合、リーグワン30試合

## リーグ戦
左側がホストチームで、右側がビジターチーム。

### 第1節
| 2024年12月21日(土) 14:31 | 花園近鉄ライナーズ (1 BP) | 20-24 | 豊田自動織機シャトルズ愛知 | 東大阪市花園ラグビー場, 大阪府東大阪市 観客数: 4,462人 レフリー: 水谷元紀（関西協会） |
| 2024年12月21日(土) 14:31 | レポート 結果配信表       |       |                            | 東大阪市花園ラグビー場, 大阪府東大阪市 観客数: 4,462人 レフリー: 水谷元紀（関西協会） |

【プレイヤー・オブ・ザ・マッチ】S愛知（10）フレディー・バーンズ
| 2024年12月21日(土) 14:32 | 九州電力キューデンヴォルテクス | 27-23 | 日本製鉄釜石シーウェイブス (1 BP) | ベスト電器スタジアム, 福岡県福岡市博多区 観客数: 3,763人 レフリー: 関谷惇大（日本協会A） |
| 2024年12月21日(土) 14:32 | レポート 結果配信表            |       |                                   | ベスト電器スタジアム, 福岡県福岡市博多区 観客数: 3,763人 レフリー: 関谷惇大（日本協会A） |

【プレイヤー・オブ・ザ・マッチ】九州KV（12）古城隼人
【追加的処分】川上剛右 (釜石SW) → 2週間の（第2節～第3節の）出場停止
| 2024年12月22日(日) 12:00 | 日野レッドドルフィンズ (1 BP) | 24-25 | 清水建設江東ブルーシャークス | 太田市運動公園陸上競技場, 群馬県太田市 観客数: 945人 レフリー: 大内想太 (関西協会) |
| 2024年12月22日(日) 12:00 | レポート 結果配信表           |       |                              | 太田市運動公園陸上競技場, 群馬県太田市 観客数: 945人 レフリー: 大内想太 (関西協会) |

【プレイヤー・オブ・ザ・マッチ】江東BS（11）森谷直貴
| 2024年12月22日(日) 14:30 | レッドハリケーンズ大阪 (1 BP) | 34-13 | NECグリーンロケッツ東葛 | ヤンマースタジアム長居, 大阪府大阪市東住吉区 観客数: 9,071人 レフリー: 近藤雅喜（日本協会） |
| 2024年12月22日(日) 14:30 | レポート 結果配信表           |       |                         | ヤンマースタジアム長居, 大阪府大阪市東住吉区 観客数: 9,071人 レフリー: 近藤雅喜（日本協会） |

【プレイヤー・オブ・ザ・マッチ】RH大阪（15）山口泰輝

### 第2節
| 2024年12月28日(土) 13:00 | 日本製鉄釜石シーウェイブス | 17-59 | NECグリーンロケッツ東葛 (1 BP) | 釜石鵜住居復興スタジアム, 岩手県釜石市 観客数: 1,255人 レフリー: 水谷元紀（関西協会） |
| 2024年12月28日(土) 13:00 | レポート 結果配信表        |       |                                | 釜石鵜住居復興スタジアム, 岩手県釜石市 観客数: 1,255人 レフリー: 水谷元紀（関西協会） |

【プレーヤー・オブ・ザ・マッチ】GR東葛（15）キーガン・ファリア
| 2024年12月28日(土) 14:30 | 清水建設江東ブルーシャークス | 41-33 | 九州電力キューデンヴォルテクス | 江東区夢の島競技場, 東京都江東区 観客数: 2,579人 レフリー: 近藤雅喜（日本協会） |
| 2024年12月28日(土) 14:30 | レポート 結果配信表          |       |                                | 江東区夢の島競技場, 東京都江東区 観客数: 2,579人 レフリー: 近藤雅喜（日本協会） |

【プレーヤー・オブ・ザ・マッチ】江東BS（10）リマ・ソポアンガ
| 2024年12月29日(日) 14:30 | 豊田自動織機シャトルズ愛知 | 22-30 | レッドハリケーンズ大阪 | ウェーブスタジアム刈谷, 愛知県刈谷市 観客数: 1,771人 レフリー: 大内想太（関西協会） |
| 2024年12月29日(日) 14:30 | レポート 結果配信表        |       |                        | ウェーブスタジアム刈谷, 愛知県刈谷市 観客数: 1,771人 レフリー: 大内想太（関西協会） |

【プレーヤー・オブ・ザ・マッチ】RH大阪（4）マイケル・アラダイス
| 2025年1月5日(日) 12:00 | 日野レッドドルフィンズ | 38-38 | 花園近鉄ライナーズ | スピアーズえどりくフィールド, 東京都江戸川区 観客数: 697人 レフリー: 平川哲也（日本協会A） |
| 2025年1月5日(日) 12:00 | レポート 結果配信表    |       |                    | スピアーズえどりくフィールド, 東京都江戸川区 観客数: 697人 レフリー: 平川哲也（日本協会A） |

【プレーヤー・オブ・ザ・マッチ】日野RD（12）東郷太朗丸

### 第3節
| 2025年1月11日(土) 12:00 | 九州電力キューデンヴォルテクス | 10-26 | 豊田自動織機シャトルズ愛知 | ミクニワールドスタジアム北九州, 福岡県北九州市小倉北区 観客数: 2,191人 レフリー: 水谷元紀（関西協会） |
| 2025年1月11日(土) 12:00 | レポート 結果配信表            |       |                            | ミクニワールドスタジアム北九州, 福岡県北九州市小倉北区 観客数: 2,191人 レフリー: 水谷元紀（関西協会） |

【プレーヤー・オブ・ザ・マッチ】S愛知（５）ジェームズ・ガスケル
| 2025年1月11日(土) 14:30 | 清水建設江東ブルーシャークス | 24-35 | 日本製鉄釜石シーウェイブス | 江東区夢の島競技場, 東京都江東区 観客数: 1,590人 レフリー: 平川哲也 (日本協会) |
| 2025年1月11日(土) 14:30 | レポート 結果配信表          |       |                            | 江東区夢の島競技場, 東京都江東区 観客数: 1,590人 レフリー: 平川哲也 (日本協会) |

【プレーヤー・オブ・ザ・マッチ】釜石SW（11）ヘンリージェイミー
| 2025年1月11日(土) 14:30 | 花園近鉄ライナーズ  | 17-36 | レッドハリケーンズ大阪 (1 BP) | 東大阪市花園ラグビー場, 大阪府東大阪市 観客数: 3,562人 レフリー: 近藤雅喜（日本協会） |
| 2025年1月11日(土) 14:30 | レポート 結果配信表 |       |                               | 東大阪市花園ラグビー場, 大阪府東大阪市 観客数: 3,562人 レフリー: 近藤雅喜（日本協会） |

【プレーヤー・オブ・ザ・マッチ】RH大阪（５）エリオット・ストーク
| 2025年1月11日(土) 14:30 | NECグリーンロケッツ東葛 (1 BP) | 56-19 | 日野レッドドルフィンズ | 柏の葉公園総合競技場, 千葉県柏市 観客数: 10,646人 レフリー: 川原佑（日本協会A） |
| 2025年1月11日(土) 14:30 | レポート 結果配信表            |       |                        | 柏の葉公園総合競技場, 千葉県柏市 観客数: 10,646人 レフリー: 川原佑（日本協会A） |

【プレーヤー・オブ・ザ・マッチ】GR東葛（13）マリティノ・ネマニ
- DIVISION2の最多入場者数記録を更新した[40]。

### 第4節
| 2025年1月18日(土) 12:00 | 豊田自動織機シャトルズ愛知 (1 BP) | 42-0 | NECグリーンロケッツ東葛 | ウェーブスタジアム刈谷, 愛知県刈谷市 観客数: 907人 レフリー: 平川哲也（日本協会A） |
| 2025年1月18日(土) 12:00 | レポート 結果配信表               |      |                         | ウェーブスタジアム刈谷, 愛知県刈谷市 観客数: 907人 レフリー: 平川哲也（日本協会A） |

【プレーヤー・オブ・ザ・マッチ】S愛知（11）中野豪
| 2025年1月18日(土) 13:00 | 日野レッドドルフィンズ (1 BP) | 25-30 | 九州電力キューデンヴォルテクス | AGFフィールド, 東京都調布市 観客数: 572人 レフリー: 近藤雅喜（日本協会A |
| 2025年1月18日(土) 13:00 | レポート 結果配信表           |       |                                | AGFフィールド, 東京都調布市 観客数: 572人 レフリー: 近藤雅喜（日本協会A |

【プレーヤー・オブ・ザ・マッチ】九州KV（11）萩原蓮
| 2025年1月18日(土) 14:31 | レッドハリケーンズ大阪 | 38-19 | 清水建設江東ブルーシャークス | ヤンマースタジアム長居, 大阪府大阪市東住吉区 観客数: 5,514人 レフリー: 大内想太（日本協会） |
| 2025年1月18日(土) 14:31 | レポート 結果配信表    |       |                              | ヤンマースタジアム長居, 大阪府大阪市東住吉区 観客数: 5,514人 レフリー: 大内想太（日本協会） |

【プレーヤー・オブ・ザ・マッチ】RH大阪（13）鶴田馨
| 2025年1月25日(土) 13:00 | 日本製鉄釜石シーウェイブス (1 BP) | 30-33 | 花園近鉄ライナーズ | ハワイアンズスタジアムいわき, 福島県いわき市 観客数: 1,092人 レフリー: 梶原晃久（日本協会A） |
| 2025年1月25日(土) 13:00 | レポート 結果配信表               |       |                    | ハワイアンズスタジアムいわき, 福島県いわき市 観客数: 1,092人 レフリー: 梶原晃久（日本協会A） |

【プレーヤー・オブ・ザ・マッチ】花園L（7）宮下大輝

### 第5節
| 2025年2月1日(土) 13:00 | 日野レッドドルフィンズ | 46-35 | 日本製鉄釜石シーウェイブス | AGFフィールド, 東京都調布市 観客数: 1,346人 レフリー: 水谷元紀（関西協会） |
| 2025年2月1日(土) 13:00 | レポート 結果配信表    |       |                            | AGFフィールド, 東京都調布市 観客数: 1,346人 レフリー: 水谷元紀（関西協会） |

【プレーヤー・オブ・ザ・マッチ】日野RD（12）オーガスティン・ブル
| 2025年2月2日(日) 16:00 | NECグリーンロケッツ東葛 | 19-31 | 花園近鉄ライナーズ | 柏の葉公園総合競技場, 千葉県柏市 観客数: 1,549人 レフリー: 大内想太（日本協会A） |
| 2025年2月2日(日) 16:00 | レポート 結果配信表     |       |                    | 柏の葉公園総合競技場, 千葉県柏市 観客数: 1,549人 レフリー: 大内想太（日本協会A） |

【プレーヤー・オブ・ザ・マッチ】花園Ｌ（10）ウィル・ハリソン
| 2025年2月8日(土) 14:30 | 清水建設江東ブルーシャークス | 15-47 | (1 BP) 豊田自動織機シャトルズ愛知 | 江東区夢の島競技場, 東京都江東区 観客数: 845人 レフリー: 稲西輝紀（日本協会A） |
| 2025年2月8日(土) 14:30 | レポート 結果配信表          |       |                                   | 江東区夢の島競技場, 東京都江東区 観客数: 845人 レフリー: 稲西輝紀（日本協会A） |

【プレーヤー・オブ・ザ・マッチ】S愛知（19）イシレリ・マヌ
| 2025年2月9日(日) 14:30 | (1 BP) レッドハリケーンズ大阪 | 20-27 | 九州電力キューデンヴォルテクス | ヤンマースタジアム長居, 大阪府大阪市東住吉区 観客数: 3,414人 レフリー: 梶原晃久（日本協会A） |
| 2025年2月9日(日) 14:30 | レポート 結果配信表           |       |                                | ヤンマースタジアム長居, 大阪府大阪市東住吉区 観客数: 3,414人 レフリー: 梶原晃久（日本協会A） |

【プレーヤー・オブ・ザ・マッチ】九州KV（16）村川浩喜

### 第6節
| 2025年2月15日(土) 12:00 | 豊田自動織機シャトルズ愛知 | 29-14 | 日本製鉄釜石シーウェイブス | ウェーブスタジアム刈谷, 愛知県刈谷市 観客数: 1,354人 レフリー: 平川哲也（日本協会A） |
| 2025年2月15日(土) 12:00 | タイムライン 結果配信表    |       |                            | ウェーブスタジアム刈谷, 愛知県刈谷市 観客数: 1,354人 レフリー: 平川哲也（日本協会A） |

【プレーヤー・オブ・ザ・マッチ】S愛知（12）ジェームズ・モレンツェ
| 2025年2月22日(土) 12:00 | 九州電力キューデンヴォルテクス | 12-39 | 花園近鉄ライナーズ (1 BP) | ベネックス総合運動公園, 長崎県長崎市柿泊町 観客数: 2,267人 レフリー: 稲西輝紀（日本協会A） |
| 2025年2月22日(土) 12:00 | タイムライン 結果配信表        |       |                           | ベネックス総合運動公園, 長崎県長崎市柿泊町 観客数: 2,267人 レフリー: 稲西輝紀（日本協会A） |

【プレーヤー・オブ・ザ・マッチ】花園L（9）ウィル・ゲニア
| 2025年2月22日(土) 13:00 | (1 BP) レッドハリケーンズ大阪 | 25-8 | 日野レッドドルフィンズ | ヤンマースタジアム長居, 大阪府大阪市東住吉区 観客数: 3,343人 レフリー: 梶原晃久（日本協会A） |
| 2025年2月22日(土) 13:00 | タイムライン 結果配信表       |      |                        | ヤンマースタジアム長居, 大阪府大阪市東住吉区 観客数: 3,343人 レフリー: 梶原晃久（日本協会A） |

【プレーヤー・オブ・ザ・マッチ】RH大阪（12）射場大輔
| 2025年2月22日(日) 14:30 | (1 BP) NECグリーンロケッツ東葛 | 50-23 | 清水建設江東ブルーシャークス | 柏の葉公園総合競技場, 千葉県柏市 観客数: 2,409人 レフリー: 川原佑（日本協会A） |
| 2025年2月22日(日) 14:30 | タイムライン 結果配信表        |       |                              | 柏の葉公園総合競技場, 千葉県柏市 観客数: 2,409人 レフリー: 川原佑（日本協会A） |

【プレーヤー・オブ・ザ・マッチ】GR東葛（13）マリティノ・ネマニ

### 第7節
| 2025年3月1日(土) 12:00 | (1 BP) 豊田自動織機シャトルズ愛知 | 54-19 | 日野レッドドルフィンズ | ウェーブスタジアム刈谷, 愛知県刈谷市 観客数: 896人 レフリー: 川原佑（日本協会A） |
| 2025年3月1日(土) 12:00 | タイムライン 結果配信表           |       |                        | ウェーブスタジアム刈谷, 愛知県刈谷市 観客数: 896人 レフリー: 川原佑（日本協会A） |

【プレーヤー・オブ・ザ・マッチ】S愛知（8）タレニ・セウ
| 2025年3月1日(土) 14:30 | (1 BP) NECグリーンロケッツ東葛   | 48-7 | 九州電力キューデンヴォルテクス | 柏の葉公園総合競技場, 千葉県柏市 観客数: 2,386人 レフリー: 平川哲也（日本協会A） |
| 2025年3月1日(土) 14:30 | タイムライン 結果配信表 レポート |      |                                | 柏の葉公園総合競技場, 千葉県柏市 観客数: 2,386人 レフリー: 平川哲也（日本協会A） |

【プレーヤー・オブ・ザ・マッチ】GR東葛（14）後藤輝也
【追加的処分】パリパリ・パーキンソン (GR東葛) → 4試合（第8節～第11節）の出場停止
| 2025年3月1日(土) 14:30 | 花園近鉄ライナーズ               | 29-36 | 清水建設江東ブルーシャークス | 東大阪市花園ラグビー場, 大阪府東大阪市 観客数: 3,223人 レフリー: 梶原晃久（日本協会A） |
| 2025年3月1日(土) 14:30 | タイムライン 結果配信表 レポート |       |                              | 東大阪市花園ラグビー場, 大阪府東大阪市 観客数: 3,223人 レフリー: 梶原晃久（日本協会A） |

【プレーヤー・オブ・ザ・マッチ】江東BS（16）田森海音
| 2025年3月8日(土) 13:00 | 日本製鉄釜石シーウェイブス | 35-24 | レッドハリケーンズ大阪 | 釜石鵜住居復興スタジアム, 岩手県釜石市 観客数: 4,426人 レフリー: 水谷元紀（日本協会A） |
| 2025年3月8日(土) 13:00 | タイムライン 結果配信表    |       |                        | 釜石鵜住居復興スタジアム, 岩手県釜石市 観客数: 4,426人 レフリー: 水谷元紀（日本協会A） |

【プレーヤー・オブ・ザ・マッチ】釜石SW（11）阿部竜二

### 第8節
| 2025年3月15日(土) 13:00 | (1 BP) 日本製鉄釜石シーウェイブス | 39-41 | 日野レッドドルフィンズ | いわぎんスタジアム, 岩手県盛岡市 観客数: 1,227人 レフリー: 大内想太（日本協会A） |
| 2025年3月15日(土) 13:00 | タイムライン 結果配信表           |       |                        | いわぎんスタジアム, 岩手県盛岡市 観客数: 1,227人 レフリー: 大内想太（日本協会A） |

【プレーヤー・オブ・ザ・マッチ】日野RD（2）谷口永遠
【追加的処分】ヘンリージェイミー (釜石SW) → 1試合（第9節）の出場停止
| 2025年3月15日(土) 14:30 | (1 BP) 清水建設江東ブルーシャークス | 10-17 | 花園近鉄ライナーズ | 江東区夢の島陸上競技場, 東京都江東区 観客数: 1,107人 レフリー: 水谷元紀（日本協会A） |
| 2025年3月15日(土) 14:30 | タイムライン 結果配信表             |       |                    | 江東区夢の島陸上競技場, 東京都江東区 観客数: 1,107人 レフリー: 水谷元紀（日本協会A） |

【プレーヤー・オブ・ザ・マッチ】花園L（4）パトリック・タファ
| 2025年3月15日(土) 14:30 | レッドハリケーンズ大阪  | 7-21 | 豊田自動織機シャトルズ愛知 (1 BP) | ヨドコウ桜スタジアム, 大阪府大阪市東住吉区 観客数: 4,982人 レフリー: 山内昂輝（日本協会A） |
| 2025年3月15日(土) 14:30 | タイムライン 結果配信表 |      |                                   | ヨドコウ桜スタジアム, 大阪府大阪市東住吉区 観客数: 4,982人 レフリー: 山内昂輝（日本協会A） |

【プレーヤー・オブ・ザ・マッチ】S愛知（9）湯本睦
| 2025年3月15日(土) 14:30 | (1 BP) 九州電力キューデンヴォルテクス | 30-35 | NECグリーンロケッツ東葛 (1 BP) | 東平尾公園博多の森陸上競技場, 福岡県福岡市博多区 観客数: 1,251人 レフリー: 梶原晃久（日本協会A） |
| 2025年3月15日(土) 14:30 | タイムライン 結果配信表               |       |                                | 東平尾公園博多の森陸上競技場, 福岡県福岡市博多区 観客数: 1,251人 レフリー: 梶原晃久（日本協会A） |

【プレーヤー・オブ・ザ・マッチ】GR東葛（8）アセリ・マシヴォウ

### 第9節
| 2025年3月22日(土) 12:00 | (1 BP) 豊田自動織機シャトルズ愛知 | 75-28 | 清水建設江東ブルーシャークス | ウェーブスタジアム刈谷, 愛知県刈谷市 観客数: 1,199人 レフリー: 梶原晃久（日本協会A） |
| 2025年3月22日(土) 12:00 | タイムライン 結果配信表           |       |                              | ウェーブスタジアム刈谷, 愛知県刈谷市 観客数: 1,199人 レフリー: 梶原晃久（日本協会A） |

【プレーヤー・オブ・ザ・マッチ】S愛知（10）フレディー・バーンズ
【追加的処分】白子雄太郎 (江東BS) → 2試合（第10節・第11節）の出場停止
| 2025年3月22日(土) 12:00 | (1 BP) 花園近鉄ライナーズ | 50-8 | 日本製鉄釜石シーウェイブス | 東大阪市花園ラグビー場, 大阪府東大阪市 観客数: 3,031人 レフリー: 川原佑（日本協会A） |
| 2025年3月22日(土) 12:00 | タイムライン 結果配信表   |      |                            | 東大阪市花園ラグビー場, 大阪府東大阪市 観客数: 3,031人 レフリー: 川原佑（日本協会A） |

【プレーヤー・オブ・ザ・マッチ】花園L（9）ウィル・ゲニア
| 2025年3月23日(日) 12:00 | 日野レッドドルフィンズ  | 21-45 | NECグリーンロケッツ東葛 (1 BP) | 太田市運動公園陸上競技場, 群馬県太田市 観客数: 2,556人 レフリー: 水谷元紀（日本協会A） |
| 2025年3月23日(日) 12:00 | タイムライン 結果配信表 |       |                                | 太田市運動公園陸上競技場, 群馬県太田市 観客数: 2,556人 レフリー: 水谷元紀（日本協会A） |

【プレーヤー・オブ・ザ・マッチ】GR東葛（2）大澤蓮
| 2025年3月23日(日) 14:30 | 九州電力キューデンヴォルテクス | 16-14 | レッドハリケーンズ大阪 (1 BP) | えがお健康スタジアム, 熊本県熊本市東区 観客数: 2,125人 レフリー: 大内想太（日本協会A） |
| 2025年3月23日(日) 14:30 | タイムライン 結果配信表        |       |                               | えがお健康スタジアム, 熊本県熊本市東区 観客数: 2,125人 レフリー: 大内想太（日本協会A） |

【プレーヤー・オブ・ザ・マッチ】九州KV（6）コルビー・ファインガア

### 第10節
| 2025年3月29日(土) 14:30 | (1 BP) NECグリーンロケッツ東葛 | 40-7 | 日本製鉄釜石シーウェイブス | 柏の葉公園総合競技場, 千葉県柏市 観客数: 3,361人 レフリー: 大内想太（日本協会A） |
| 2025年3月29日(土) 14:30 | タイムライン 結果配信表        |      |                            | 柏の葉公園総合競技場, 千葉県柏市 観客数: 3,361人 レフリー: 大内想太（日本協会A） |

【プレーヤー・オブ・ザ・マッチ】GR東葛（20）ミティエリ・ツイナカウヴァドラ
| 2025年3月29日(土) 14:30 | 清水建設江東ブルーシャークス | 20-14 | レッドハリケーンズ大阪 (1 BP) | 江東区夢の島競技場, 東京都江東区 観客数: 931人 レフリー: 関谷惇大（日本協会A） |
| 2025年3月29日(土) 14:30 | タイムライン 結果配信表      |       |                               | 江東区夢の島競技場, 東京都江東区 観客数: 931人 レフリー: 関谷惇大（日本協会A） |

【プレーヤー・オブ・ザ・マッチ】江東BS（13）藤岡竜也
| 2025年3月29日(土) 14:30 | 花園近鉄ライナーズ      | 33-5 | 日野レッドドルフィンズ | 東大阪市花園ラグビー場, 大阪府東大阪市 観客数: 3,785人 レフリー: 梶原晃久（日本協会A） |
| 2025年3月29日(土) 14:30 | タイムライン 結果配信表 |      |                        | 東大阪市花園ラグビー場, 大阪府東大阪市 観客数: 3,785人 レフリー: 梶原晃久（日本協会A） |

【プレーヤー・オブ・ザ・マッチ】花園L（2）松田一真
| 2025年4月5日(土) 12:00 | 豊田自動織機シャトルズ愛知 | 26-23 | 九州電力キューデンヴォルテクス (1 BP) | ウェーブスタジアム刈谷, 愛知県刈谷市 観客数: 1,512人 レフリー: 大内想太（日本協会A） |
| 2025年4月5日(土) 12:00 | タイムライン 結果配信表    |       |                                       | ウェーブスタジアム刈谷, 愛知県刈谷市 観客数: 1,512人 レフリー: 大内想太（日本協会A） |

【プレーヤー・オブ・ザ・マッチ】S愛知（16）藤浪輝人

### 第11節
| 2025年4月11日(金) 19:30 | (1 BP) 九州電力キューデンヴォルテクス | 33-36 | 日野レッドドルフィンズ (1 BP) | 東平尾公園博多の森陸上競技場, 福岡県福岡市博多区 観客数: 1,856人 レフリー: 水谷元紀（日本協会A） |
| 2025年4月11日(金) 19:30 | タイムライン 結果配信表               |       |                               | 東平尾公園博多の森陸上競技場, 福岡県福岡市博多区 観客数: 1,856人 レフリー: 水谷元紀（日本協会A） |

【プレーヤー・オブ・ザ・マッチ】日野RD（22）大内空
| 2025年4月12日(土) 12:00 | 日本製鉄釜石シーウェイブス | 23-40 | 豊田自動織機シャトルズ愛知 (1 BP) | 釜石鵜住居復興スタジアム, 岩手県釜石市 観客数: 1,778人 レフリー: 梶原晃久（日本協会A） |
| 2025年4月12日(土) 12:00 | タイムライン 結果配信表    |       |                                   | 釜石鵜住居復興スタジアム, 岩手県釜石市 観客数: 1,778人 レフリー: 梶原晃久（日本協会A） |

【プレーヤー・オブ・ザ・マッチ】S愛知（14）チャンス・ペニ
| 2025年4月12日(土) 12:00 | レッドハリケーンズ大阪  | 31-48 | 花園近鉄ライナーズ | ヤンマースタジアム長居, 大阪府大阪市東住吉区 観客数: 12,452人 レフリー: 関谷惇大（日本協会A） |
| 2025年4月12日(土) 12:00 | タイムライン 結果配信表 |       |                    | ヤンマースタジアム長居, 大阪府大阪市東住吉区 観客数: 12,452人 レフリー: 関谷惇大（日本協会A） |

【プレーヤー・オブ・ザ・マッチ】花園L（4）サム・ジェフリーズ
- DIVISION2の最多入場者数記録を更新した[40]。

| 2025年4月12日(土) 14:30 | 清水建設江東ブルーシャークス | 15-45 | NECグリーンロケッツ東葛 (1 BP) | 江東区夢の島競技場, 東京都江東区 観客数: 1,247人 レフリー: 大内想太（日本協会A） |
| 2025年4月12日(土) 14:30 | タイムライン 結果配信表      |       |                                | 江東区夢の島競技場, 東京都江東区 観客数: 1,247人 レフリー: 大内想太（日本協会A） |

【プレーヤー・オブ・ザ・マッチ】GR東葛（14）後藤輝也

### 第12節
| 2025年4月18日(金) 19:00 | (1 BP) 花園近鉄ライナーズ | 54-21 | 九州電力キューデンヴォルテクス | 東大阪市花園ラグビー場, 大阪府東大阪市 観客数: 3,014人 レフリー: 川原佑（日本協会A） |
| 2025年4月18日(金) 19:00 | タイムライン 結果配信表   |       |                                | 東大阪市花園ラグビー場, 大阪府東大阪市 観客数: 3,014人 レフリー: 川原佑（日本協会A） |

【プレーヤー・オブ・ザ・マッチ】花園L（14）江川剛人
| 2025年4月19日(土) 14:30 | NECグリーンロケッツ東葛          | 15-8 | 豊田自動織機シャトルズ愛知 (1 BP) | 柏の葉公園総合競技場, 千葉県柏市 観客数: 2,391人 レフリー: 近藤雅喜（日本協会A） |
| 2025年4月19日(土) 14:30 | タイムライン 結果配信表 レポート |      |                                   | 柏の葉公園総合競技場, 千葉県柏市 観客数: 2,391人 レフリー: 近藤雅喜（日本協会A） |

【プレーヤー・オブ・ザ・マッチ】GR東葛（15）キーガン・ファリア
| 2025年4月20日(日) 12:00 | 日本製鉄釜石シーウェイブス | 24-34 | 清水建設江東ブルーシャークス | ウエスタンデジタルスタジアムきたかみ, 岩手県北上市 観客数: 1,125人 レフリー: 水谷元紀（日本協会A） |
| 2025年4月20日(日) 12:00 | タイムライン 結果配信表    |       |                              | ウエスタンデジタルスタジアムきたかみ, 岩手県北上市 観客数: 1,125人 レフリー: 水谷元紀（日本協会A） |

【プレーヤー・オブ・ザ・マッチ】江東BS（15）コンラッド・バンワイク
- 釜石SWは、2勝10敗のとなり勝ち点11で7位以下が確定し、DIVISION3との入替戦出場が確定した[43]。

| 2025年4月20日(日) 14:30 | (1 BP) 日野レッドドルフィンズ | 20-17 | レッドハリケーンズ大阪 | 太田市運動公園陸上競技場, 群馬県太田市 観客数: 737人 レフリー: 大内想太（日本協会A） |
| 2025年4月20日(日) 14:30 | タイムライン 結果配信表       |       |                        | 太田市運動公園陸上競技場, 群馬県太田市 観客数: 737人 レフリー: 大内想太（日本協会A） |

【プレーヤー・オブ・ザ・マッチ】日野RD（2）谷口永遠

### 第13節
| 2025年5月2日(金) 19:00 | レッドハリケーンズ大阪  | 35-21 | 日本製鉄釜石シーウェイブス | ヨドコウ桜スタジアム, 大阪府大阪市東住吉区 観客数: 4,172人 レフリー: 大内想太（日本協会A） |
| 2025年5月2日(金) 19:00 | タイムライン 結果配信表 |       |                            | ヨドコウ桜スタジアム, 大阪府大阪市東住吉区 観客数: 4,172人 レフリー: 大内想太（日本協会A） |

【プレーヤー・オブ・ザ・マッチ】RH大阪（3）指田宗孝
- 釜石SWは、DIVISION2最下位（8位）が決定した。

| 2025年5月3日(土) 12:00 | (1 BP) 花園近鉄ライナーズ | 42-19 | NECグリーンロケッツ東葛 | 東大阪市花園ラグビー場, 大阪府東大阪市 観客数: 6,004人 レフリー: 川原佑（日本協会A） |
| 2025年5月3日(土) 12:00 | タイムライン 結果配信表   |       |                         | 東大阪市花園ラグビー場, 大阪府東大阪市 観客数: 6,004人 レフリー: 川原佑（日本協会A） |

【プレーヤー・オブ・ザ・マッチ】花園L（11）片岡涼亮
| 2025年5月3日(土) 12:00 | 日野レッドドルフィンズ           | 24-61 | 豊田自動織機シャトルズ愛知 (1 BP) | 森エンジニアリング桐生スタジアム, 群馬県桐生市 観客数: 523人 レフリー: 水谷元紀（日本協会A） |
| 2025年5月3日(土) 12:00 | タイムライン 結果配信表 レポート |       |                                   | 森エンジニアリング桐生スタジアム, 群馬県桐生市 観客数: 523人 レフリー: 水谷元紀（日本協会A） |

【プレーヤー・オブ・ザ・マッチ】S愛知（10）フレディー・バーンズ
- S愛知は、DIVISION2での優勝が確定した[44]。DIVISION2に昇格して以来、3季目で初優勝となる[45]。

| 2025年5月3日(土) 13:00 | 九州電力キューデンヴォルテクス | 34-34 | 清水建設江東ブルーシャークス | KUROKIRI STADIUM, 宮崎県都城市 観客数: 4,689人 レフリー: 梶原晃久（日本協会A） |
| 2025年5月3日(土) 13:00 | タイムライン 結果配信表        |       |                              | KUROKIRI STADIUM, 宮崎県都城市 観客数: 4,689人 レフリー: 梶原晃久（日本協会A） |

【プレーヤー・オブ・ザ・マッチ】九州KV（19）レイ・タタフ
【追加的処分】江里口真弘 (九州KV) → 1試合（第14節）の出場停止

### 第14節
| 2025年5月10日(土) 12:00 | 豊田自動織機シャトルズ愛知       | 7-38 | 花園近鉄ライナーズ (1 BP) | ウェーブスタジアム刈谷, 愛知県刈谷市 観客数: 2,379人 レフリー: 平川哲也（日本協会A） |
| 2025年5月10日(土) 12:00 | タイムライン 結果配信表 レポート |      |                           | ウェーブスタジアム刈谷, 愛知県刈谷市 観客数: 2,379人 レフリー: 平川哲也（日本協会A） |

【プレーヤー・オブ・ザ・マッチ】花園L（11）片岡涼亮
【追加的処分】ケレビジョシュア (S愛知) → 1試合（入替戦第1試合）の出場停止
- 花園Lは、自力で「レギュラーシーズン2位」を獲得し、DIVISION1の7位との入替戦を確定。

| 2025年5月10日(土) 14:30 | (1 BP) 清水建設江東ブルーシャークス | 21-22 | 日野レッドドルフィンズ | 江東区夢の島競技場, 東京都江東区 観客数: 2,127人 レフリー: 大内想太（日本協会A） |
| 2025年5月10日(土) 14:30 | タイムライン 結果配信表             |       |                        | 江東区夢の島競技場, 東京都江東区 観客数: 2,127人 レフリー: 大内想太（日本協会A） |

【プレーヤー・オブ・ザ・マッチ】日野RD（12）オーガスティン・プル
【追加的処分】セコペ・ケプ (江東BS・コーチ) → 6試合（プレシーズンマッチを含む）の 試合会場での観戦およびオンフィールド活動を含む停止（理由：試合後におけるレフリーの権限を尊重しない言動）
| 2025年5月11日(日) 12:00 | 日本製鉄釜石シーウェイブス | 15-24 | 九州電力キューデンヴォルテクス | ウエスタンデジタルスタジアムきたかみ, 岩手県北上市 観客数: 1,028人 レフリー: 川原佑（日本協会A） |
| 2025年5月11日(日) 12:00 | タイムライン 結果配信表    |       |                                | ウエスタンデジタルスタジアムきたかみ, 岩手県北上市 観客数: 1,028人 レフリー: 川原佑（日本協会A） |

【プレーヤー・オブ・ザ・マッチ】九州KV（6）コルビー・ファインガア
- 九州KVは自力で入替戦を回避し6位で残留。これにより江東BSが7位となり、DIVISION3との入替戦へ進む。

| 2025年5月11日(日) 14:30 | (1 BP) NECグリーンロケッツ東葛 | 69-17 | レッドハリケーンズ大阪 | 柏の葉公園総合競技場, 千葉県柏市 観客数: 4,111人 レフリー: 水谷元紀（日本協会A） |
| 2025年5月11日(日) 14:30 | タイムライン 結果配信表        |       |                        | 柏の葉公園総合競技場, 千葉県柏市 観客数: 4,111人 レフリー: 水谷元紀（日本協会A） |

【プレーヤー・オブ・ザ・マッチ】GR東葛（8）アセリ・マシヴォウ

## 入替戦
昇格・降格は、(1)勝ち点、(2)勝利数、(3)得失点差、(4)トライ数、(5)トライ後のゴール数、によって決定する。それでも順位が決まらない場合、DIVISION1所属チームが残留する。勝ち点は、レギュラーシーズンと同じく、勝ち4点、引き分け2点、負け0点。7点差以内の負けは1点を付与し、3トライ差以上での勝ちは追加で1点を付与する。

### 入替戦（DIVISION1/DIVISION2）
| 2025年5月24日(土) 14:30 | (1 BP) 花園近鉄ライナーズ (D2 2位)                                                                          | 25-29 15-前半-7         | 三重ホンダヒート (勝ち点4) (D1 11位) | 東大阪市花園ラグビー場（大阪府東大阪市） 観客数: 5,108人 レフリー: 関谷惇大（日本協会A） |
| 2025年5月24日(土) 14:30 | T: 松田一真 6', 片岡涼亮 34' 木村朋也 65' G: クウェイド・クーパー 34', 66 PG: クウェイド・クーパー 17', 72' | タイムライン 結果配信表 | T: フランコ・モスタート 11'<bt />レメキロマノラヴァ 49' トム・バンクス 67' 郡司健吾 75', 呉洸太 83' G: 呉洸太] 12' ラリー・スルンガ 83' | 東大阪市花園ラグビー場（大阪府東大阪市） 観客数: 5,108人 レフリー: 関谷惇大（日本協会A） |

【プレーヤー・オブ・ザ・マッチ】三重H（10）呉洸太
| 2025年5月30日(金) 19:00 | (勝ち点4) 三重ホンダヒート (D1 11位)                                                                              | 29-19 10-前半-14        | 花園近鉄ライナーズ (D2 2位)                                                             | 三重交通G スポーツの杜 鈴鹿（三重県鈴鹿市） 観客数: 3,306人 レフリー: 山内昂輝（日本協会A） |
| 2025年5月30日(金) 19:00 | T: 肥田晃季 19' パブロ・マテーラ 43' フランコ・モスタート 45' 岡野喬吾 75' G: 呉洸太 20', 46', 76' PG: 呉洸太 30' | タイムライン 結果配信表 | T: ウィル・ゲニア 9' 木村朋也 24' ティモ・スフィア 68' G: クウェイド・クーパー 10', 25' | 三重交通G スポーツの杜 鈴鹿（三重県鈴鹿市） 観客数: 3,306人 レフリー: 山内昂輝（日本協会A） |

【プレーヤー・オブ・ザ・マッチ】三重H（8）パブロ・マテーラ
- 三重Hが2勝し、三重HはDIVISION1残留、花園LはDIVISION2残留が決まった。

| 2025年5月24日(土) 12:00 | (勝ち点4) 豊田自動織機シャトルズ愛知 (D2 1位) | 43-42 19-前半-28                 | 浦安D-Rocks (1 BP) (D1 12位) | ウェーブスタジアム刈谷（愛知県刈谷市） 観客数: 2,601人 レフリー: 山内昂輝（日本協会A） |
| 2025年5月24日(土) 12:00 | T: 齊藤大朗 18', 82', タレニ・セウ 23' チャンス・ペニ 40',中野豪 48' イシレリ・マヌ 71' G: フレディー ・バーンズ 23', 40+1', 49', 72', 83' PG: フレディー ・バーンズ 53' | タイムライン 結果配信表 レポート | T: ローレンス・エラスマス 1' サム・ケレビ 4', 73', 石井魁 6' ネイサン・ヒューズ 13' イズラエル・フォラウ 58' G: オテレ・ブラック 2', 4', 7', 14', 59', 74' | ウェーブスタジアム刈谷（愛知県刈谷市） 観客数: 2,601人 レフリー: 山内昂輝（日本協会A） |

【プレーヤー・オブ・ザ・マッチ】S愛知（10）フレディ・バーンズ
| 2025年5月31日(土) 12:00 | (勝ち点4)浦安D-Rocks (D1 12位)                                                                        | 27-21 17-前半-14                 | 豊田自動織機シャトルズ (1 BP) (D2 1位)                                                          | 柏の葉公園総合競技場（千葉県柏市） 観客数: 3,238人 レフリー: 関谷惇大（日本協会A） |
| 2025年5月31日(土) 12:00 | T: サム・ケレビ 29', 36' 安田卓平 56' G: オテレ・ブラック 30', 37', 57' PG: オテレ・ブラック 34', 73' | タイムライン 結果配信表 レポート | T: チャンス・ペニ 14' タマ・カペネ 21' イシレリ・マヌ 67' G: フレディー・バーンズ 15', 22', 68' | 柏の葉公園総合競技場（千葉県柏市） 観客数: 3,238人 レフリー: 関谷惇大（日本協会A） |

【プレーヤー・オブ・ザ・マッチ】浦安DR（8）ネイサン・ヒューズ
- 浦安DRはDIVISION1残留、豊田SはDIVISION2残留が決まった。

### 入替戦（DIVISION2/DIVISION3）
| 2025年5月24日(土) 12:00 | (勝ち点4) 日本製鉄釜石シーウェイブス (D2 8位)                                                                                                 | 33-14 27-前半-0                  | マツダスカイアクティブズ広島 (D3 1位)              | いわぎんスタジアム, 岩手県盛岡市 観客数: 835人 レフリー: 近藤雅喜（日本協会A） |
| 2025年5月24日(土) 12:00 | T: サム・ヘンウッド 15' 村田オスカロイド 26', 川上剛右 29' G: ミッチェル・ハント 16', 27', 30' PG: ミッチェル・ハント 8', 39', 47' 落和史 81' | タイムライン 結果配信表 レポート | T: 芦田朋輝 55', 中村悠人 60' G: 嘉納一千 56', 61' | いわぎんスタジアム, 岩手県盛岡市 観客数: 835人 レフリー: 近藤雅喜（日本協会A） |

【プレーヤー・オブ・ザ・マッチ】釜石SW（7）河野良太
| 2025年5月31日(土) 12:00 | マツダスカイアクティブズ広島 (D3 1位)                                                                                              | 24-51 17-前半-27                 | 日本製鉄釜石シーウェイブス (勝ち点4) (D2 8位) | Balcom BMW Stadium, 広島県広島市西区 観客数: 3,191人 レフリー: 水谷元紀（日本協会A） |
| 2025年5月31日(土) 12:00 | T: 芦田朋輝 4' アンドリュー・デビッドソン 11' ジャクソン・ピュー 39' ノックスクリントン 55' G: 嘉納一千 12' ボーディン・ワッカ 55' | タイムライン 結果配信表 レポート | T: 松山青 17' ベンジャミン・ニーニー 18' 河野良太 36' トンガモセセ 71' 村田オスカロイド 74' 南篤志 77' G: ミッチェル・ハント 18', 25', 37', 72', 75', 77' PG: ミッチェル・ハント 8', 33' ハミッシュ・ダルゼル 81' | Balcom BMW Stadium, 広島県広島市西区 観客数: 3,191人 レフリー: 水谷元紀（日本協会A） |

【プレーヤー・オブ・ザ・マッチ】釜石SW（10）ミッチェル・ハント
- 釜石SWが2勝し、釜石SWはDIVISION2残留、SA広島はDIVISION3残留が決まった。

| 2025年5月24日(土) 14:30 10-前半-7 | (勝ち点4) 清水建設江東ブルーシャークス (D2 7位)                                                                  | 17-15 10-前半-7         | 狭山セコムラガッツ (1 BP) (D3 2位)                                                | 江東区夢の島陸上競技場, 東京都江東区 観客数: 1,564人 レフリー: 手束伊吹（日本協会A） |
| 2025年5月24日(土) 14:30 10-前半-7 | T: 安達航洋 7' エッセンドン・トゥイトゥポウ 79' G: コンラッド・バンワイク 8', 80' PG: コンラッド・バンワイク 40' | タイムライン 結果配信表 | T: 中洲晴陽 9', 神座立樹 46' G: ダニエル・ウェイト 10' PG: ダニエル・ウェイト 53' | 江東区夢の島陸上競技場, 東京都江東区 観客数: 1,564人 レフリー: 手束伊吹（日本協会A） |

【プレーヤー・オブ・ザ・マッチ】江東BS（23）エッセンドン・トゥイトゥポウ
【追加的処分】ティジェイ・ファイアネ (狭山RG) → 4試合（2025-26シーズン第2節まで）の出場停止
【追加的処分】クリップスヘイデン (江東BS) → 3試合（2025-26シーズン第3節まで）の出場停止
| 2025年5月31日(土) 12:00 | (1 BP) 狭山セコムラガッツ (D3 2位)                                                                              | 28-31 7-前半-21         | 清水建設江東ブルーシャークス (勝ち点4) (D2 7位)                                                                                                   | 海老名運動公園陸上競技場, 神奈川県海老名市 観客数: 1,048人 レフリー: 近藤雅喜（日本協会A） |
| 2025年5月31日(土) 12:00 | T: フェトゥカモカモ・ダグラス 34', 50' チェイス・ティアティア 60', 66' G: ダニエル・ウェイト 35', 51', 61', 66' | タイムライン 結果配信表 | T: 西端玄汰 20' マーフィー・タラマイ 25' シアレ・ピウタウ 40+3' コンラッド・バンワイク 42' 安達航洋 63' G: コンラッド・バンワイク 21', 26', 40+4' | 海老名運動公園陸上競技場, 神奈川県海老名市 観客数: 1,048人 レフリー: 近藤雅喜（日本協会A） |

【プレーヤー・オブ・ザ・マッチ】江東BS（15）コンラッド・バンワイク
- 江東BSが2勝し、江東BSはDIVISION2残留、狭山RGはDIVISION3残留が決まった。

## レフリー

### パネルレフリー
2024-25シーズンでレフリーを担当する。例年、日本ラグビーフットボール協会A級レフリーから選出される。「パネル（panel）」とは「選抜された」「招待された」などの意味。
「レフリー担当試合数」は、昨シーズンまでの合計（ジャパンラグビートップリーグおよびジャパンラグビーリーグワンでの累計）。
| 氏名     | 勤務先                         | 生年月日（年齢）       | レフリー 担当 試合数 | 備考                                                     |
| -------- | ------------------------------ | ---------------------- | -------------------- | -------------------------------------------------------- |
| 稲西輝紀 | 島津産機システムズ             | 2000年1月9日（25歳）   | 0                    |                                                          |
| 大内想太 | 兵庫県立川西北陵高校           | 1990年6月18日（35歳）  | 13                   |                                                          |
| 梶原晃久 | ニチバン                       | 1986年5月22日（39歳）  | 80                   |                                                          |
| 川原佑   | NTT Sports X                   | 1992年12月25日（32歳） | 46                   |                                                          |
| 桑井亜乃 | 日本ラグビーフットボール協会   | 1989年10月20日（35歳） | 0                    | 女性レフリーは、トップリーグ時代も含め社会人リーグで初。 |
| 近藤雅喜 | 本田技研工業                   | 1994年12月2日（30歳）  | 4                    |                                                          |
| 関谷惇大 | ウェルファムフーズ             | 1983年9月30日（41歳）  | 39                   |                                                          |
| 手束伊吹 |                                | 1997年6月9日（28歳）   | 28                   |                                                          |
| 滑川剛人 | トヨタ自動車                   | 1990年1月1日（35歳）   | 44                   |                                                          |
| 平川哲也 | メディカルシステムネットワーク | 1992年3月30日（33歳）  | 26                   |                                                          |
| 廣瀬亮治 | 近畿大学付属中学・高校         | 1995年9月19日（29歳）  | 11                   |                                                          |
| 古瀬健樹 | 日本ラグビーフットボール協会   | 2002年1月25日（23歳）  | 41                   |                                                          |
| 水谷元紀 | 愛知県立長久手高校             | 1990年11月19日（34歳） | 8                    |                                                          |
| 山内昂輝 | 御開工務店                     | 1995年10月6日（29歳）  | 20                   |                                                          |

### バックアップレフリー
2024-25シーズンにおけるバックアップレフリー。パネルレフリーが負傷などで欠員が生じた際に、試合を担当する。
【4名】池田韻、延原梨耀翔、三井健太、山本篤志

## 試合中継メディア
事業共創パートナーのJ SPORTSは、DIVISION1・DIVISION2の全試合を放送し（一部録画放送）、J SPORTSオンデマンドでは、DIVISION3を含めた全試合を配信する。全DIVISIONダイジェストは「ラグビーわんだほー! ～ラグビー情報番組～」で扱う。
|             | J SPORTS                   | J SPORTS             | J SPORTS | J SPORTS                            | 備考 |
| テレビ中継  | オンデマンド配信           | 45分ダイジェスト番組 | 情報番組 |                                     | 備考 |
| ----------- | -------------------------- | -------------------- | -------- | ----------------------------------- | ---- |
| DIVISION 1  | 生放送＋再放送             | あり                 | あり     | 「ラグビーわんだほー!」番組内で扱う |      |
| D1/D2入替戦 | 生放送（一部録画）＋再放送 | あり                 | あり     | 「ラグビーわんだほー!」番組内で扱う |      |
| DIVISION 2  | 生放送（一部録画）＋再放送 | あり                 | 無し     | 「ラグビーわんだほー!」番組内で扱う |      |
| D2/D3入替戦 | 無し                       | あり                 | 無し     | 「ラグビーわんだほー!」番組内で扱う |      |
| DIVISION 3  | 無し                       | あり（実況アナ無し） | 無し     | 「ラグビーわんだほー!」番組内で扱う |      |

### J SPORTS以外 の メディア
下の表は、2024-25シーズンDIVISION2の全対戦。録画放送、配信を含む。
| メディア    | 回数 | 備考（原則としてホストチームを表記） |
| ----------- | ---- | ------------------------------------ |
| IBC岩手放送 | 3    | 釜石SW                               |
| 奈良テレビ  | 1    | 花園L                                |
| 福岡放送    | 1    | 九州KV                               |